# Волков, Андрей Кононович
Андрей Кононович Волков (1844—1902) — духовный писатель; профессор Казанской духовной академии по кафедре философских наук.

## Биография
После окончания Владимирской духовной семинарии продолжал образование в Санкт-Петербургской духовной академии. После окончания академии магистром (1867) был определён в Казанскую духовную академию преподавателем истории философии, сменив В. Г. Рождественского. С 1876 года — экстраординарный профессор, затем — ординарный профессор (1893). В 1900 году вышел в отставку.
Умер в 1902 году. Был похоронен на Арском кладбище (могила утеряна). В Православном собеседнике в 1903 году был напечатан некролог.
Главные труды А. К. Волкова: «Очерк современной пессимистической философии» («Православный собеседник». — 1876, III; также — Казань: тип. Имп. ун-та, 1876. — 64 с.); «Философия Ренана» («Православный собеседник». — 1877, I); «Три опыта о религии Милля» («Православный собеседник». — 1879, I, II и III); «Сочинения против пессимизма» («Православный собеседник». — 1880, III); «К вопросу о пессимизме» («Православный собеседник». — 1884, II); «Последние произведения графа Л. Н. Толстого и их критика в русской и отчасти иностранной литературе» («Православный собеседник». — 1886, II и III); «Ислам в его влиянии на жизнь исповедующих его» («Православный собеседник». — 1887, II).